# OpenLayers
Az OpenLayers nyílt forrású, kliens oldali JavaScript programkönyvtár, amely térképi adatok webböngészőben történő megjelenítését biztosítja. A programkönyvtár által biztosított API használatával gyorsan és kényelmesen lehet térképcsempés webes térképszolgáltatást létrehozni. Az OpenLayers vektoros és raszteres rétegeket egyaránt kezel. Önmagában csak megjelenítésre képes, a háttérben valamilyen térképi adatforrásra van szükség. A térképi adatok a térképszerverről Web Map Service (WMS) és Web Feature Service (WFS) szolgáltatásként továbbíthatók az OpenLayers számára. Zárt formátumok, így a GeoRSS, a KML és GML kezelésére is képes és ismeri a GeoJSON formátumot.
Eredetileg a Prototype JavaScript Framework keretrendszeren alapult. A MetaCarta cég készítette 2005-ben az első változatát, melyet 2006-ban adtak ki. Az OpenLayers 2007-ben az Open Source Geospatial Foundation (OSGeo) egyik projektje lett.